# Nebsemi
Nebsemi va ser una reina egípcia de la XVIII Dinastia. Era probablement una esposa secundària del faraó Tuthmosis III.
Un fragment d'una estàtua seva de granit es va trobar al temple mortuori tebà de Tuthmosis. Fa uns 80 cm d'alçada i 30 cm d'amplada i retrata la reina en posició asseguda. El seu estil recorda les estàtues de la XII Dinastia, tot i així no s'hi va trobar res més d'aquell període i es va acabar datant de la XVIII dinastia. El nom de Nebsemi no es coneix d'altres fonts, però, a jutjar per la mida de l'estàtua, va ser una persona important durant l'època en què es va construir el temple. El seu nom va seguit de l'epítet maa kheru, "vertadera de veu", que indica que ja era morta quan es va fer l'estàtua.
Els seus títols eren: "Dona del Rei" (ḥmt-nỉswt), "Esposa Estimada del Rei" (ḥmt-nỉswt mrỉỉ.t = f).